# تيبورونيس روخوس فيراكروز
تيبورونيس روخوس دي فيراكروز هو نادي كرة قدم مكسيكي أٌسس عام 1943. يلعب النادي في الدوري المكسيكي الممتاز.